# Радуга (картина Куинджи)
«Радуга» — картина русского художника Архипа Куинджи (1841/1842—1910), написанная в 1900—1905 годах. Картина является частью собрания Государственного Русского музея (инв. Ж-1530). Размер картины — 110 × 171 см.

## История и описание
Картина «Радуга» считается одним из шедевров позднего периода творчества Куинджи. По композиции и тематике она созвучна со значительно более ранней картиной художника «После дождя», написанной в 1879 году. В картине используются несколько мотивов, характерных для творчества русских художников — мотивы хлебного поля, дороги и радуги.
Вот как описывает картину «Радуга» писатель Михаил Неведомский, автор биографии Куинджи:
Зелёная равнина-поле между двумя отлогими, ровными, как валы, холмами; на правом холме — хуторок: типичный малороссийский ландшафт... Солнечный свет, пробившись сквозь облака, ударил в склон холма почти в центре картины, и она светится только тут: всё остальное на земле — в полутени... А по небу громоздятся тучи; справа ещё не кончился ливень, и его длинные, чуть косвенные, тёмные полосы спускаются с самого верха и донизу... В небе (посредине — на фоне оранжевых, светлых облаков, а по правую и левую сторону — на фоне тёмной буроватой тучи) сияет широкий мост радуги: тона её удивительно чисты и легки... Черная, ещё затянутая нитями дождя даль даёт импрессионизирующее мрачное пятно...

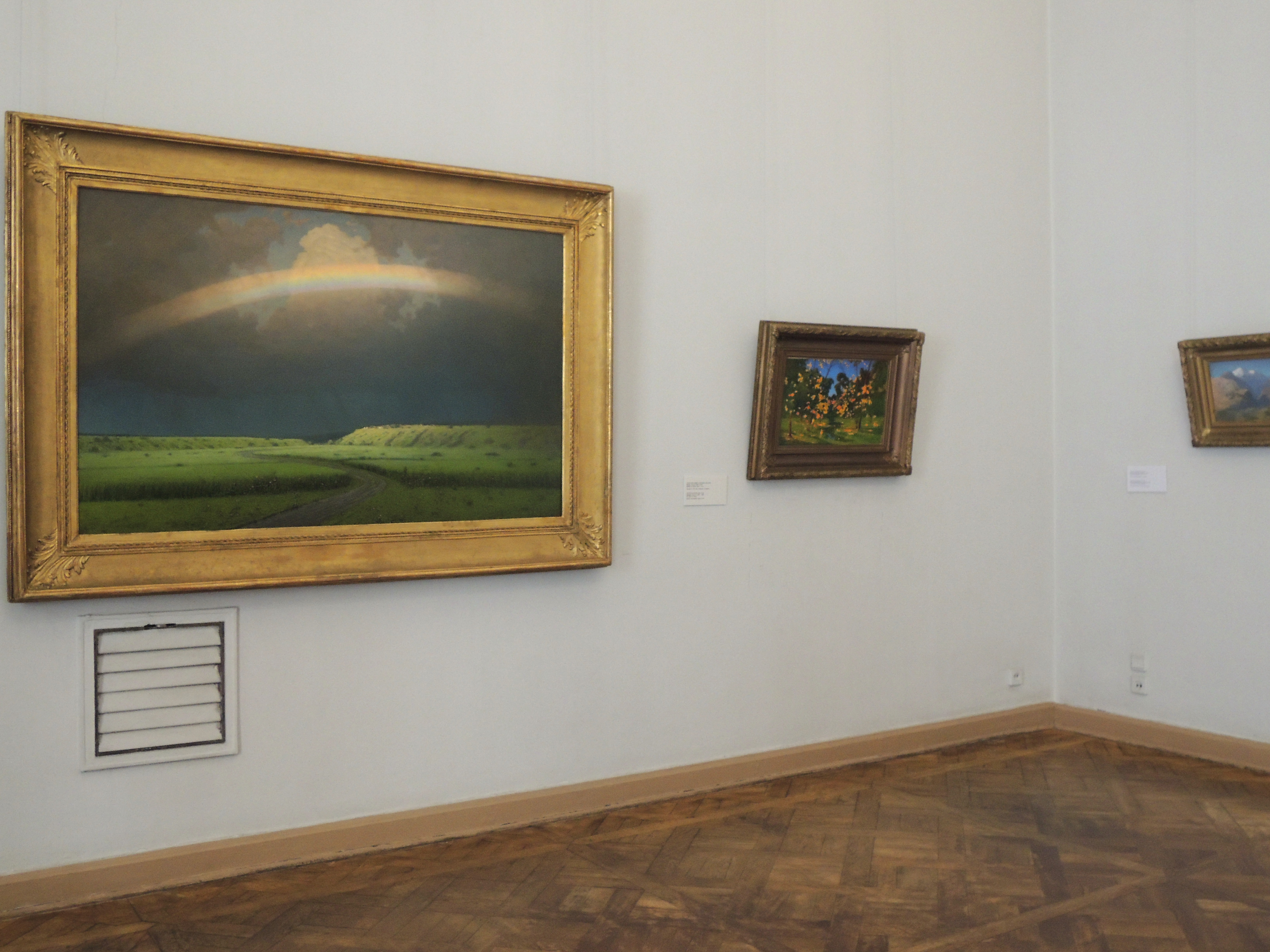
В экспозиции Русского музея

Существует также другая, меньшая по размеру картина Куинджи «Радуга» (1885—1895, бумага на картоне, масло, 20 × 31 см), хранящаяся в Чувашском государственном художественном музее в Чебоксарах.